# (13488) Savanov
(13488) Savanov (1982 TK1) – planetoida z pasa głównego asteroid okrążająca Słońce w ciągu 5,24 lat w średniej odległości 3,01 j.a. Odkryta 14 października 1982 roku.